# Ley Orgánica de Universidades
La Ley Orgánica 6/2001, de 21 de diciembre, de Universidades (LOU) fue una ley española que reformó la estructura y el funcionamiento de la educación universitaria. Aprobada el 20 de diciembre de 2001 por el parlamento español, a instancia del segundo gobierno del José María Aznar (PP), vino a derogar la Ley de Reforma Universitaria (LRU), primera ley democrática que configuró la estructura y gobierno de las Universidades españolas tras la Constitución Española de 1978. Ha sido derogada por la Ley Orgánica 2/2023, de 22 de marzo, del Sistema Universitario (LOSU).

## Generalidades
El proceso de aprobación de la LOU tuvo una gran oposición social, generando fuertes críticas y manifestaciones estudiantiles en contra. En 2007, siendo presidente del Gobierno José Luis Rodríguez Zapatero (PSOE), la LOU fue modificada por la Ley orgánica 4/2007,de 12 de abril, por la que se modifica la Ley Orgánica 6/2001 de Universidades Ya se sabía que, cuando el PSOE estaba en la oposición, se había opuesto frontalmente a ella y en el discurso de investidura del nuevo presidente del Gobierno, se comunicó que la LOU iba a ser reformada de inmediato. El hecho que se produjo en abril de año 2007, previamente se había publicado el Real decreto 1393/2007, de 29 de octubre, por el que se establece la ordenación de las enseñanzas universitarias oficiales para su adaptación al denominado Proceso de Bolonia e iniciación del Espacio Europeo de Educación Superior.
La Ley Orgánica de Universidades (LOU) fue publicada en el Boletín Oficial del Estado con fecha 24 de diciembre de 2001 y entró en vigor el 14 de enero, en todos sus artículos, a excepción de los apartados 2 y 3 del artículo 42, referentes a la necesidad de una titulación de bachiller o equivalente para el acceso a la Universidad y al nuevo sistema de acceso a la Universidad, que sustituirá a las actuales pruebas de acceso (selectividad), y el establecimiento de los procedimientos para la admisión de alumnos en los centros universitarios.
La LOU, en el citado artículo 42, relativo al sistema de acceso a la Universidad, establece que será necesario el título de Bachillerato o equivalente y superar los procedimientos de admisión de cada universidad, establecidos bajo la normativa básica que regulará el Gobierno previo informe del Consejo de Coordinación Interuniversitaria. La puesta en marcha de este sistema precisa de la definición de cómo se obtiene el citado título de Bachillerato, objeto de la reforma prevista en el ámbito de la futura ley de Calidad de la Educación. En la disposición final quinta de la LOU se especifica a este respecto que los apartados 2 y 3 del artículo 42 no entrarán en vigor hasta que sea expresamente derogada la Ley 30/1974 que estableció las pruebas de acceso (selectividad).

## Articulado
Entre las novedades más significativas de la nueva Ley de Universidades figura la creación del Consejo de Coordinación Interuniversitaria, máximo órgano consultivo y de coordinación del sistema universitario, que habrá de constituirse en un plazo de tres meses, y la creación de la Agencia Nacional de Evaluación de la Calidad y Acreditación.
En relación con las universidades de titularidad privada, la LOU establece un plazo de quince meses para que éstas se adapten a las nuevas exigencias normativas, aunque este plazo se amplía a cinco años en el apartado referido a la exigencia de que en sus plantillas exista un mínimo de un 25% de profesorado doctor, con la evaluación positiva de la Agencia Nacional de Evaluación de la Calidad y Acreditación o del órgano de evaluación externa que la Ley de la Comunidad Autónoma de ubicación determine.
Para el acceso del profesorado a los cuerpos de funcionarios docentes, la LOU establece un sistema de habilitación del profesorado cuya convocatoria de plazas será efectuada por el Consejo de Coordinación Interuniversitaria y cuyas pruebas serán juzgadas por comisiones compuestas por siete profesores del área de conocimientos correspondiente, elegidos por sorteo público.
Una de las consecuencias inmediatas de la entrada en vigor de la LOU es la convocatoria de elecciones a claustros, cuya composición estará regulada por la Junta de Gobierno de las Universidad. Los nuevos claustros deberán estar constituidos en julio, y serán los encargados de elaborar los estatutos que regirán la vida universitaria.

### Profesorado
Frente a la anterior LRU, la ley Orgánica de Universidades establece dos grandes categorías de profesorado: funcionarios y contratados laborales, lo que introduce una mayor heterogeneidad en el contrato laboral y multiplica los filtros para la selección de PDI. La figura del profesorado contratado pasa en esta ley del límite del 20% que establecía la ley precedente, al 49% del total, prácticamente un 150% más de profesores no funcionarios, con un coste inferior en un 50% de media al del funcionariado, creando la figura del profesorado precario, el nuevo PSI (profesorado Sustituto Interino).

## Estatutos
Los estatutos deberán estar elaborados en los nueve meses siguientes a la constitución de los nuevos claustros, y si en ese plazo no son presentados para su control de legalidad, el Consejo de Gobierno de la Comunidad Autónoma correspondiente acordará unos estatutos en el plazo máximo de tres meses. Según la nueva Ley, el rector será elegido por la comunidad universitaria, entre funcionarios del cuerpo de catedráticos en activo, mediante elección directa y sufragio universal libre y secreto.

## Críticas
La secretaría de Educación y Universidad del PSOE, Carme Chacón, afirmó a la cadena SER que con la entrada en vigor de la nueva Ley se ha perdido una oportunidad para poder reformar en profundidad una institución tan importante para la sociedad española, y señaló que la LOU pondrá patas arriba la Universidad durante dos años, con la elección de nuevos rectores, jefes de departamento y otros cargos, en vez de estar investigando, innovando y poniendo la Universidad española al nivel europeo.
El coordinador general de IU, Gaspar Llamazares, señaló que la LOU será modificada más pronto que tarde, y que a partir de ahora deberá pasar por la prueba de fuego de ser aplicada por aquellos que la rechazan. Será ahora la propia Universidad -resaltó Llamazares- la que tenga que desarrollar una Ley alternativa a la aprobada por el Gobierno.